# トーキング・ヘッズ
トーキング・ヘッズ (Talking Heads) は、1974年に結成、1991年に解散したアメリカ合衆国のロックバンド。
「ローリング・ストーンの選ぶ歴史上最も偉大な100組のアーティスト」において第100位。メンバーのうち、ティナ・ウェイマスとクリス・フランツは1981年にトム・トム・クラブを結成し、トーキング・ヘッズと並行して活動を行った。

## 概要
トーキング・ヘッズは、ニューヨーク・パンクの拠点となったライブハウス「CBGB」出身のバンドで、1970年代半ばから1980年代後半にかけて活動した。メンバーは名門美術大学、ロードアイランド・スクール・オブ・デザインの出身で「インテリバンド」と呼ばれることが多く、初期はパンク・バンドとされていたが、ボーカルのデヴィッド・バーンがアフロ・リズムに傾倒し、それを大胆に楽曲に取り入れるようになると、ポスト・パンクとされるようになった。
バンドはデヴィッド・バーン（ボーカル、ギター）、クリス・フランツ（ドラム、バック・ボーカル）、ティナ・ウェイマス（ベース、バック・ボーカル）、ジェリー・ハリスン（キーボード、ギター、バック・ボーカル）の4人編成だが、1980年のアルバム『リメイン・イン・ライト』前後から、サポート・メンバーを大々的に起用し、ビッグ・バンド編成でライブを行うようになった。1981年からはライブの最中にバンド内バンド「トム・トム・クラブ」のコーナーを組み込むようになった。
バーンの都会的な神経症を連想させるボーカルやライブ・パフォーマンス（痙攣パフォーマンスとブカブカなシャツ）が特徴的で、歌詞は「家」や「心地良い（悪い）空間」をテーマにしたものが多い。また、楽曲製作では『リメイン・イン・ライト』製作時からインプロヴィゼーションの要素を取り入れている。ジョナサン・デミによるライブの記録映画『ストップ・メイキング・センス』をはじめ、「ワンス・イン・ア・ライフタイム」や「ロード・トゥ・ノーウェアー」のミュージック・ビデオなど、映像作品の評価も高い。

## 歴史

### 黎明期（1974年 - 1977年）
1974年、ロードアイランド・スクール・オブ・デザインに在学していたデヴィッド・バーンが、「ファビュラス・モーテルズ」（パフォーマンスアートと寸劇とロックの融合を試みていた学生バンドであり、クリス・フランツとティナ・ウェイマスが参加していた）に出入りするようになった。その後、バーンはフランツと「ジ・アーティスティック (The Artistic)」を結成し、次いでウェイマスが加入すると、バンド名は「トーキング・ヘッズ」と改められた。
フランツとウェイマスの卒業後、バーンは「ファビュラス・モーテルズ」のオーディションを受けた。不合格通知を受けると、バーンは単身ニューヨークに移り、友人の家に居候をしながら無為の日々を過ごす。やがて、フランツとウェイマスがニューヨークに移って来ると、トーキング・ヘッズは本格的にバンド活動を開始した。バンドとして初めてのライブは、1975年6月に行なわれたCBGBサマーフェスティバルで、2度めのライブの直後にはヴィレッジ・ヴォイス誌の表紙に抜擢されている。その後数年間、ラモーンズやブロンディらとともにCBGBの常連となった。
バンド結成から長い間スリー・ピース・バンドとして活動していたが、1977年にジェリー・ハリスンが加入して4人編成となると、まもなくして、バンドはサイア・レコーズと契約。同年9月、トニー・ボンジオヴィ（ジョン・ボン・ジョヴィの又従兄弟）のプロデュースによるファースト・アルバム『サイコ・キラー'77』を発表。同アルバムは商業的成功こそしなかったが、音楽業界内で高い評価を得て、その当時萌芽期だったニュー・ウェイヴ、ニューヨーク・パンクのバンドのひとつとして受け入れられた。

### ブライアン・イーノ時代（1978年 - 1980年）

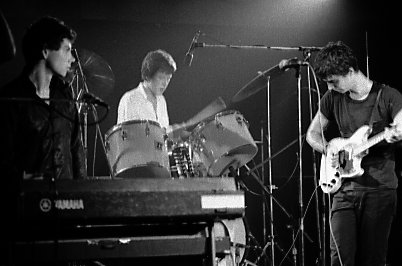
1978年

1978年7月、セカンド・アルバム『モア・ソングス』を発表。同アルバムはブライアン・イーノをプロデューサーに迎え、バハマのコンパス・ポイント・スタジオでレコーディングを行った。シングルカットされた「テイク・ミー・トゥ・ザ・リバー」（アル・グリーンのカバー曲）が全米26位を記録。バンドはようやく一般的な認知度を得た。「テイク・ミー・トゥ・ザ・リバー」はオーストラリアでもヒットし、バンドはニュー・アルバムの製作の合間にオーストラリア・ツアーに出ている。
1979年8月、アルバム『フィア・オブ・ミュージック』を発表。再びイーノと組んだ。「ライフ」をシングルカット。フーゴ・バルの詩を改作した「イ・ズィンブラ」では、ロバート・フリップをサポートに迎えて、アフロビート、アフリカン・ファンクに挑戦している。
1980年10月、アルバム『リメイン・イン・ライト』を発表。三度イーノと組み、「イ・ズィンブラ」の音楽性をさらに進化させたポリリズムとアフロビートに挑戦した。『リメイン・イン・ライト』は再びバハマのコンパス・ポイント・スタジオ(一部はアメリカのスタジオ）で録音された。エイドリアン・ブリューやジョン・ハッセルなどをサポートに迎えたこの作品で、バンドはその評価を確固たるものにした。また、『リメイン・イン・ライト』発表直前からサポート･ミュージシャンを含めたビッグ・バンド編成でライブを回るようになった。

### トム・トム・クラブ結成、メンバーのソロ活動（1981年 - 1984年）
1981年、ティナ・ウェイマスとクリス・フランツはバンド内のサイド・プロジェクトしてトム・トム・クラブを結成。同年に発表したシングル「おしゃべり魔女」と「悪魔のラヴ・ソング」は共にヒットした。
また同年、デヴィッド・バーンがソロ活動を始める。ブライアン・イーノとのコラボレーション・アルバム『マイ・ライフ・イン・ザ・ブッシュ・オブ・ゴースツ』を発表。また舞台のサウンドトラック・アルバム『The Catherine Wheel』を同年12月に発表した。また、ジェリー・ハリスンもファースト・ソロ・アルバム『赤と黒』を発表した。
1982年3月、二枚組のライブ・アルバム『實況録音盤』を発表。同アルバムは、バンドの停滞にしびれを切らしたマニアが『Electricity』という海賊盤（1978年のクリーブランドでのライブ）を幅広く出回らせてしまうという事態が起きたため、レコード会社が対策的にリリースしたものである。
同年7月に開催されたモントルー・ジャズ・フェスティバルの初日に出演。トム・トム・クラブがトーキング・ヘッズのオープニングアクトを務めた。
1983年6月、セルフ・プロデュースによるアルバム『スピーキング・イン・タングズ』を発表。シングルカットされた「バーニング・ダウン・ザ・ハウス」がバンド史上初で唯一のトップ・テン・ヒットを記録した。
このアルバムのツアーは、ジョナサン・デミにより『ストップ・メイキング・センス』のタイトルで、ドキュメンタリー映画化された。なお、このツアーは結果的にバンドとしての最後のものになった。

### ルーツの探求とソロ活動 (1985年 - 1989年)
1985年7月、アルバム『リトル・クリーチャーズ』を発表。前作までのリズムへの偏執をそのままに、アメリカの様々なカントリー・ミュージックのエッセンスを取り込んだ。「アンド・シー・ワズ」「ロード・トゥ・ノーウェアー」などがヒットしたが、バンドはツアーは行なわず、同路線での次作のレコーディングを始めた。また、それと並行して、デヴィッド・バーンは映画の製作に取りかかった。
1986年10月、アルバム『トゥルー・ストーリーズ』を発表。まもなくバーンの映画『トゥルー・ストーリーズ』（1986年）も公開された。『トゥルー・ストーリーズ』からは「ワイルド・ワイルド・ライフ」がヒットしたが、これが最後のシングルヒットとなった。
この頃からバンド内で不協和音が響くようになった。ジェリー・ハリスンがこの時期に再びソロ活動を始め、アルバム『カジュアル・ゴッズ』をリリースしたが、シングル「リヴ・イット・アップ」リリース時のインタビューで、バーンについて「彼が総てをやっているわけじゃない」とバンド内での自分の音楽的貢献が全く評価されない現状を嘆いている。
バンドとして最後のアルバムになった『ネイキッド』は、バーンの意向により、パリでレコーディングされた。当時のパリはライ、ズーク (en:zouk)、タンゴ、サンバ、ハイライフなどの民族音楽が隆盛だった。スティーヴ・リリーホワイトとの共同プロデュース作『ネイキッド』では現地のミュージシャンを大々的に起用し、「さまざまな音楽の要素が混ざりあったもの」を目指した。
『ネイキッド』後、バーンがワールドミュージック専門のレーベル「ルアカ・バップ」を設立し、『ネイキッド』の音楽性を更に押し進めたアルバム『レイ・モモ』をソロ・アルバムとしてリリースすると、バンドは実質的な解散状態に陥った。

### 解散、メンバーのその後（1991年以降）
『ネイキッド』以降、バンドとしての活動は途絶えていたが、1991年、ヴィム・ヴェンダースの映画『夢の涯てまでも』のために「サックス・アンド・ヴァイオリンズ」をレコーディングをするために集結、レコーディング終了後に、バンドの解散が正式にアナウンスされた。
デヴィッド・バーンはソロ活動はもとより、「ルアカ・バップ」でのワールドミュージックの紹介など精力的に活動を続けている。クリス・フランツ、ティナ・ウェイマスは引き続きトム・トム・クラブで活動。ジェリー・ハリスンは、バンド解散後にプロデューサーに転向。ヴァイオレント・ファムズやクラッシュ・テスト・ダミーズなどのバンドのプロデュースで一定の評価を得た。
1996年には、バーン以外の3人が「ザ・ヘッズ（The Heads）」を名乗り、XTCのアンディ・パートリッジ、INXSのマイケル・ハッチェンス、ブロンディのデボラ・ハリーなど、他のバンドのボーカリストにボーカルを取らせたアルバム『ノー・トーキング、ジャスト・ヘッド』をリリースした後、ジョーネット・ナポリターノをボーカルに迎えたツアーを行った。
2002年にはロックの殿堂入りを果たし、授賞式で恒例となっているライブのために一夜だけの再結成を行ったが、メンバー間には終始冷たい空気が流れていた。その後、バーンは「他メンバーとの音楽性の相違から再結成は確実にない」と断言した。
その後2023年9月、映像と音源にリマスタリングをほどこした『ストップ・メイキング・センス』のIMAXバージョンが公開され、11日のトロント国際映画祭における初上映にあわせてメンバー4人が来場し、スパイク・リーの司会でQ&Aに応じた。
翌日の取材で再結成ツアーの可能性について訊かれたハリスンは「この映画を見直す事でいかに楽しめるかに集中してるんだよ」「僕達は今まさにこの時を生きてる。それしか考えてないよ」と答えた。
2025年には楽曲「サイコ・キラー」の発売50周年を記念して、初めてのプロモーション・ビデオが公開された。監督はマイク・ミルズ。

## パロディの標的
デヴィッド・バーンの特徴的な動きや楽曲は、しばしば他のミュージシャンからパロディの対象にされている。
1979年に、ボストンのロックバンド「ザ・フールズ」が、「サイコ・キラー」にニワトリ風のアレンジを施した替え歌「サイコ・チキン」を発表し、ボストンのラジオで取り上げられて小ヒットを記録している。
パロディの達人アル・ヤンコヴィックは、アルバム『ポルカ・パーティー』（1986年）の1曲「ドッグ・イート・ドッグ」で「ワンス・イン・ア・ライフタイム」「アンド・シー・ワズ」などを基にしたスタイル・パロディ曲を作っている。また、1989年には、「UHF」のミュージック・ビデオで「ワンス・イン・ア・ライフタイム」のミュージック・ビデオのパロディを演じている。
フェイク・ソングの達人リアム・リンチは、『フェイク・ソングス』（2003年）の1曲「フェイク・トーキング・ヘッズ・ソング」で、「特定の曲には似ていないが、いかにもトーキング・ヘッズ風」というスタイル・パロディ曲を演じている。

## ディスコグラフィ

### アルバム
- 『サイコ・キラー'77』 - Talking Heads: 77 (1977年)
- 『モア・ソングス』 - More Songs About Buildings and Food (1978年)
- 『フィア・オブ・ミュージック』 - Fear of Music (1979年)
- 『リメイン・イン・ライト』 - Remain in Light (1980年)
- 『スピーキング・イン・タングズ』 - Speaking in Tongues (1983年)
- 『リトル・クリーチャーズ』 - Little Creatures (1985年)
- 『トゥルー・ストーリーズ』 - True Stories (1986年)
- 『ネイキッド』 - Naked (1988年)

### ベスト・アルバム
- 『サンド・イン・ザ・ワセリン』 - Sand in the Vaseline: Popular Favorites (1992年)
- 『ザ・ベスト・オブ・トーキング・ヘッズ』 - The Best of Talking Heads (2004年)
- 『ボーナス・レアリティーズ・アンド・アウトテイクス』 - Bonus Rarities and Outtakes (2006年)
- 『トーキング・ヘッズ ザ・コレクション』 - Talking Heads: The Collection (2007年)

### ライブ・アルバム
- 『實況録音盤』 - The Name of This Band is Talking Heads (1982年)
- 『ストップ・メイキング・センス』 - Stop Making Sense (1984年)

### ボックス・セット
- 『ワンス・イン・ア・ライフタイム』 - Once in a Lifetime (2003年)
- 『ブリック』 - Talking Heads (2005年)

### 映像作品
- 『ストーリーテリング・ジャイアント』 - Storytelling Giant (1988年)

### 映画
- 『ストップ・メイキング・センス』 - Stop Making Sense (1984年)
- 『トゥルー・ストーリーズ』 - True Stories (1986年)

## 日本公演
- 1979年

7月18日 大阪毎日ホール、7月19日20日 日本青年館、7月21日 京都大学西部講堂、7月22日 福岡市九電記念体育館
- 1981年
- 1982年 with TOM TOM CLUB